# Oscar Gundlach-Pedersen
 Vilhelm Oscar Gundlach-Pedersen (født Pedersen 17. maj 1886 i Odense, død 4. oktober 1960 i Kongens Lyngby) var en dansk arkitekt, som især er kendt for en række funktionalistiske huse. En nær forening af de kunstneriske og praktiske hensyn præger Gundlach-Pedersens produktion som helhed.

## Uddannelse
Gundlach-Pedersen var søn af købmand Lauritz Anton Gustav Pedersen (1855-1923) og Margrethe Dorothea Louise Olga Gundlach (1858-1916). Han var i murerlære fem år i Odense og gjorde svendestykke 1905. I samme periode gik han på Odense Tekniske Skole, hvor han tog afgangseksamen 1906 som husbygningskonstruktør. 1909 blev han optaget på Kunstakademiet og tog januar 1917 afgang fra arkitekturskolen. 1906-07 havde han været ansat hos professor H.B. Storck.

## Stil og hovedværker
Arkitektens tidlige værker fulgte den generelle stilistiske udvikling i samtiden. Hans ungdomsarbejder hører til nationalromantikken og nybarokken, der var præget af Hans J. Holm og Martin Nyrop. Hos Gundlach-Pedersen spores især en indflydelse fra Ulrik Plesner (Brande Kommuneskole 1911, Dansk Købestævnes bygning i Fredericia 1916). I slutningen af perioden gjorde der sig gældende en stærk påvirkning fra barokken, omend i en borgerlig og behersket form (Kabelfabrikken 1917, Odd-Fellow bygningen i Fredericia 1919, Flydedokken 1920). Den nybarokke strømning førte ham snart over i nyklassicismen (Nørrevoldporten i Fredericia 1922, Frederiksberg Alderdomshjem, sammen med Charles Christensen, 1923). I mellemtiden havde han opnået det Sørensen'ske Legat 1915, og i 1921 vandt han guldmedalje på arkitekturudstillingen i Gent.
Modsat en del andre af samtidens arkitekter var Gundlach-Pedersen dog hurtig til at omstille sig til tidens tendenser til forenkling og vægt på funktionen. Allerede i 1922 talte han i en artikel i Architekten om den forenkelsesproces, der var på færde, og udtalte, at denne proces "har netop Brug for nye Materialer, der ikke er behæftede med Tradition", og han efterlyste i samme artikel "den Kakkelovn, der bare er smuk, fordi den er fuldkommen i teknisk Henseende og ikke trænger til Pynt eller til Omformning, der kun tilstræber en kunstnerisk Virkning"
Forum-hallen i København (1926) viser Gundlach-Pedersen i en overgangsperiode mellem nyklassicismen og funktionalismen. I hans værker fra 1930'erne foldede den funktionelle indstilling sig ud i fuldt flor og ofte med anvendelse af støbt jernbeton. Det ses bl.a. i Vægtergården på hjørnet af Axeltorv og Studiestræde (1933), avlsbygningerne ved Mullerupgård (1934) og Ingeniørforeningens hus, Vester Farimagsgade 27—31 (1935).
Gundlach-Pedersens tekniske dygtighed og praktiske sans satte sig også spor i mere specielle arbejder som etagegaragen (Palægaragerne) i Dronningens Tværgade 4 (1933), den første i sin slags i København, i automobilværkstedet for Fehr & Co. i Odense (1934) og i Købestævnets typebygninger for landbruget. Senere blev elværket et af hans specialer.

## Møbler og kunsthåndværk
Han tegnede også en række møbler, fx inventaret til Ingeniørforeningens hus, samt sølvarbejder for Georg Jensens Sølvsmedie, hvor han var direktør 1927-1931, derefter kommitteret. Også disse sider af hans virksomhed er karakteriseret ved hensynet til det brugbare og naturlige. Desuden har han tegnet fx springvandsbrønden på Axeltorv i Fredericia (1932) og monumentet og gravstenene for de i 1. verdenskrig faldne sønderjyder på kirkegaarden i Braine i Nordfrankrig (1934).

## Tillidshverv
Han havde desuden en række tillidshverv som formand for Dansk Standardiseringsråds Udvalg for Snedkerarbejde og Beslag, medlem af bestyrelsen for Teknisk Forening fra 1923, af repræsentantskabet for Dansk Arbejde, af Dansk Købestævnes komité for kunstindustri, af Société des artistes decorateurs i Paris, af censurkommissionen ved Charlottenborg indtil 1935. Han blev Ridder af Dannebrog 1926 og Dannebrogsmand 1935

## Udstillinger
- Charlottenborg Forårsudstilling 1918-1923, 1931 og 1936
- Dansk Arkitektur og Kunsthaandværk, Liljevalchs, Stockholm 1918
- Dansk Kunst- og Haandværksudstilling i Industriforeningen 1922
- Bygge- og Boligudstillingen i Forum 1929

## Værker
- Det hvide vandtårn, Fredericia (1908)
- Bogense Vandtårn, Bogense (1910)
- Brande Kommuneskole, Brande (1910-11, 1. præmie 1910, udvidet 1917)
- Tyregod Skole, Tyregod (1912)
- Villa, Johannevej 7, Odense (1913)
- Dansk Købestævnes bygninger, Fredericia (1915-16, 1. præmie 1915, udvidet 1925, nedbrændt 1980 og 1984, nedrevet 1985)
- Villa, Ternevej 15, Frederiksberg (1915-16)
- Den danske Kabelfabrik, Scandiagade/Teglholmsgade, Sydhavnen, København (1916-17, nedrevet)
- Landstedet Arnstrup, Vedbæk (ca. 1918)
- Odd Fellow-bygningen, Gothersgade 12, Fredericia (1919)
- Københavns Flydedok & Skibsværft, Sdr. Værft, Scandiagade/Teglholmsgade, Sydhavnen (1920, nedrevet 2005)
- Nørrevoldsport, Fredericia (1921-22)
- Frederiksberg Alderdomshjem, Godthåbsvej 83 (1922-23, 2. præmie 1919, sammen med Charles Christensen)
- Danmarks Port, Fredericia (1924)
- Udstillingshallen Forum, Julius Thomsens Plads, København (1926, bombesprængt august 1943, genopført 1947, ombygget og udvidet 1954-55)
- Hans Lystrups automobilforretning og værksted, Pile Allé 5-7, Frederiksberg (1928 og senere, nedrevet 1975)
- Springvandsbrønd på Axeltorv, Fredericia (1932)
- Vægtergården for De forenede Vagtselskaber, Axeltorv/Studiestræde, København (1932-33, vinduer ændret)
- Etagegaragen Palægaragerne, Dronningens Tværgade 4, København (1933, fredet)
- Etageejendommen Carlsborg, Skelbækgade/Dybbølsgade, København (1933)
- Boligbebyggelsen Ved Boldparken, Peter Bangs Vej 113-163, Frederiksberg (1933-39, sammen med Waldemar Jørgensen, vinduer og altaner ændret)
- Villa for ingeniør Th. Gjerstrup, Bernstorffsvej 23, Hellerup (1934)[3]
- Villa, Høyrups Allé 27, Hellerup (1934)
- Avlsbygninger til Mullerupgård ved Slagelse (1934)
- Automobilværksted, Fehr & Co., Odense (1934)
- Etageejendom, Store Strandstræde 11, København (1934, vinduer ændret)
- Lager- og værkstedsbygninger for grosserer Carl Olsen, Skelbækgade 22-24 (opr. Halmtorvsgade), København (1934, nr. 24 saboteret af BOPA den 16. oktober 1943, genopført 1944, begge huse nedrevet 2015)[4]
- Monument i Braine i Nordfrankrig for sønderjyder, faldne i 1. verdenskrig (1934)
- Dansk Ingeniørforenings Hus, Vester Farimagsgade 27-31, København (1934-35, udsmykket af Axel Salto og Einar Utzon-Frank, delvist bombesprængt 15. marts 1945, genopført 1947 og dekoration genskabt. Senere ombygget)
- Tilbygning af vinterhave til Knud Højgaards villa, Lemchesvej 19, Hellerup (1935, nedrevet 2011)[5]
- Beboelsesejendommen Carlsborg, Skelbækgade/Dybbølsgade, Vesterbro, København (1935, vinduer ændret)
- Fonnesbechs Hus, Østergade 47 (1935-38, ombygget)
- Hotel Landsoldaten, Fredericia (1936, schalburgteret 1944, ombygget)
- Vægtergården for De forenede Vagtselskaber, Albani Torv 5 A–C, Odense (1936, vinduer ændret)[6]
- Vægtergård for De forenede Vagtselskaber, Lyngbyvej 217 A-B, Hellerup (1939, kviste og vinduer ændret)
- Avlsbygninger til Stålvængegård ved Kallehave (1939)
- Svinestald på Orupgård (1939-40)
- De forenede Protokolfabrikker, Landemærket 11/Suhmsgade 1-3, København (1939-40)
- Erhvervsejendom, Dronningens Tværgade/Borgergade 22, København (1947)
- Skærbækværket ved Kolding Fjord (1951)
- Københavns Kommunes Hovedbibliotek, nu Niels Brock, Kultorvet (1956-57, sammen med Ebbe Andresen, ombygget til Niels Brock)
- Asnæsværket (1959, sammen med Jørgen Maglebye, senere udvidet)
- Georg Jensens Sølvsmedie A/S, Gladsaxe
- Georg Jensens udsalg i London, Paris, Genève og Rio de Janeiro
- Elværkerne i Rudkøbing, Herning og Rønne
- Elværket i Thorshavn og Fossaværket på Færøerne

### Dekorative arbejder
- Møbler (bl.a. til Dansk Ingeniørforening)
- Sølvarbejder for Georg Jensen

### Projekter
- Bebyggelsesplan for en by ved Hirtshals (1919, indkøbt)
- Farestald for svin (udstillet på Købestævnet 1930)
- Billig bolig i et landdistrikt (udstillet sammesteds 1933)
- Hotel i Skydebanehaven, København (1952, sammen med Ebbe Andresen)
- Arrangement af Skotøjsudstilling i Industriforeningen (1930)
- Arrangement af Dansk Arbejde, Forum (1933)